# Sokîrînți, Ciortkiv
Sokîrînți (în ucraineană Сокиринці) este o comună în raionul Ciortkiv, regiunea Ternopil, Ucraina, formată numai din satul de reședință.

## Demografie
Componența lingvistică a comunei Sokîrînți
     Ucraineană (100%)
Conform recensământului din 2001, toată populația comunei Sokîrînți era vorbitoare de ucraineană (100%).